# Forever Scorned
Forever Scorned es el EP debut de la banda de metalcore It Dies Today. Fue grabado, mezclado y masterizado en mayo de 2002 en Watchmen Studios. Posteriormente, fue regrabado y relanzado en 2005 con una nueva portada.
Forever Scorned fue uno de los primeros álbumes de metalcore en incorporar las voces estilizadas del Death Metal, además de destacar por la poesía romántica de Nick Brooks.

## Lista de canciones
1. "Sentiments of You" - 4:37
2. "Bridges Left Burning" - 4:08
3. "The Requiem for Broken Hearts" - 5:38
4. "Forever Scorned" - 3:55
5. "Blood Stained Bed Sheet Burden" - 5:03
6. "A Romance by the Wings of Icarus" - 4:20

## Créditos
- Nick Brooks - voz
- Chris Cappelli - guitarra
- Steve Lemke - guitarra
- Seth Thompson - bajo
- Jimmy Revson - batería
- Adam Stankiewicz - teclados en "Sentiments of You"